# Kussjön
Kussjön är en sjö i Vindelns kommun i Västerbotten och ingår i Umeälvens huvudavrinningsområde. Sjön är 9,5 meter djup, har en yta på 4,64 kvadratkilometer och är belägen 195 meter över havet. Sjön avvattnas av vattendraget Kulbäcken. På sjöns västra sidan ligger byn Kussjö.

## Delavrinningsområde
Kussjön ingår i det delavrinningsområde (713914-167429) som SMHI kallar för Utloppet av Kussjön. Medelhöjden är 225 meter över havet och ytan är 31,49 kvadratkilometer. Räknas de 2 avrinningsområdena uppströms in blir den ackumulerade arean 46,13 kvadratkilometer. Kulbäcken som avvattnar avrinningsområdet har biflödesordning 3, vilket innebär att vattnet flödar genom totalt 3 vattendrag innan det når havet efter 96 kilometer. Avrinningsområdet består mestadels av skog (69 procent). Avrinningsområdet har 5,31 kvadratkilometer vattenytor vilket ger det en sjöprocent på 11,9 procent.